# Mercedes-Benz W205
Mercedes-Benz W205 — четверте покоління C-класу німецької компанії Mercedes-Benz.

## Опис

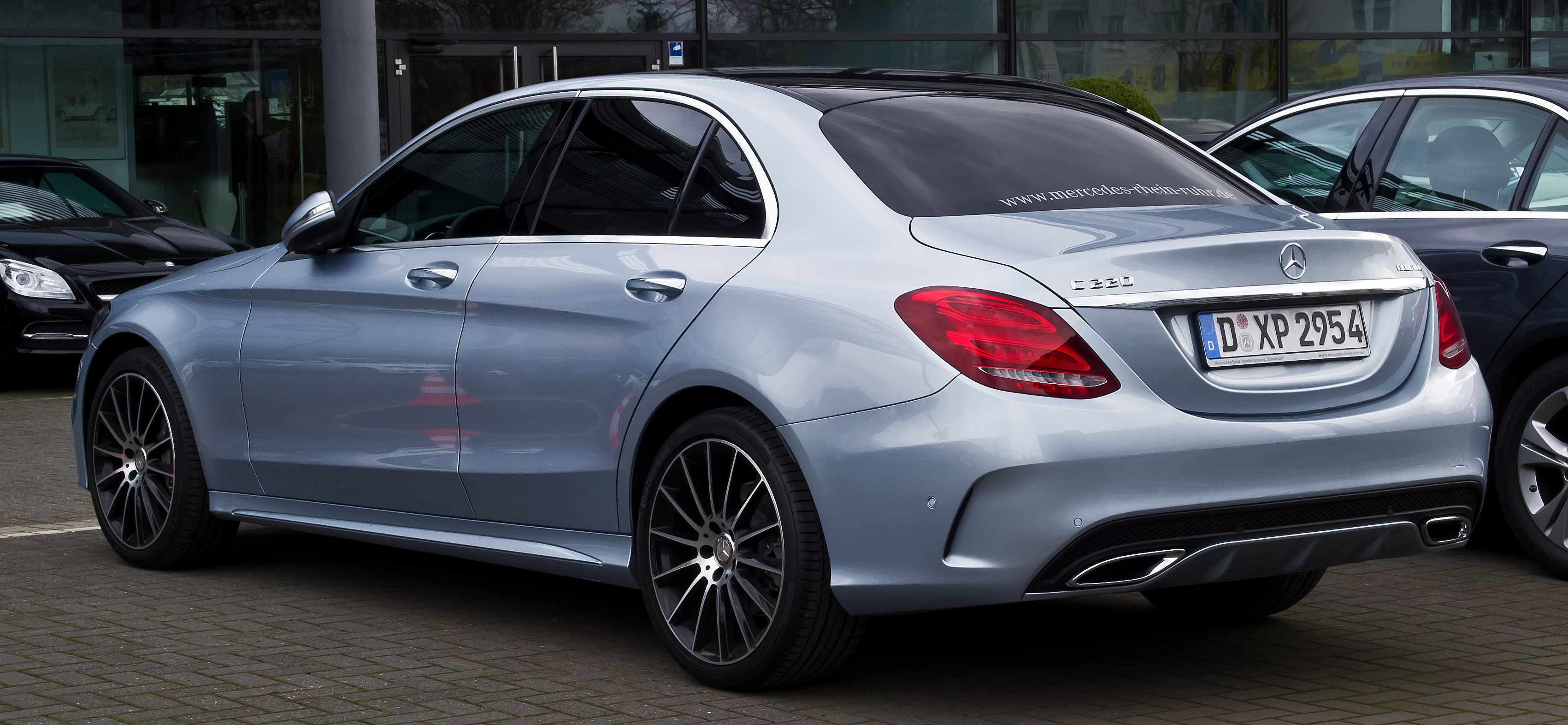
Mercedes-Benz C 220 BlueTEC AMG Line (W 205)

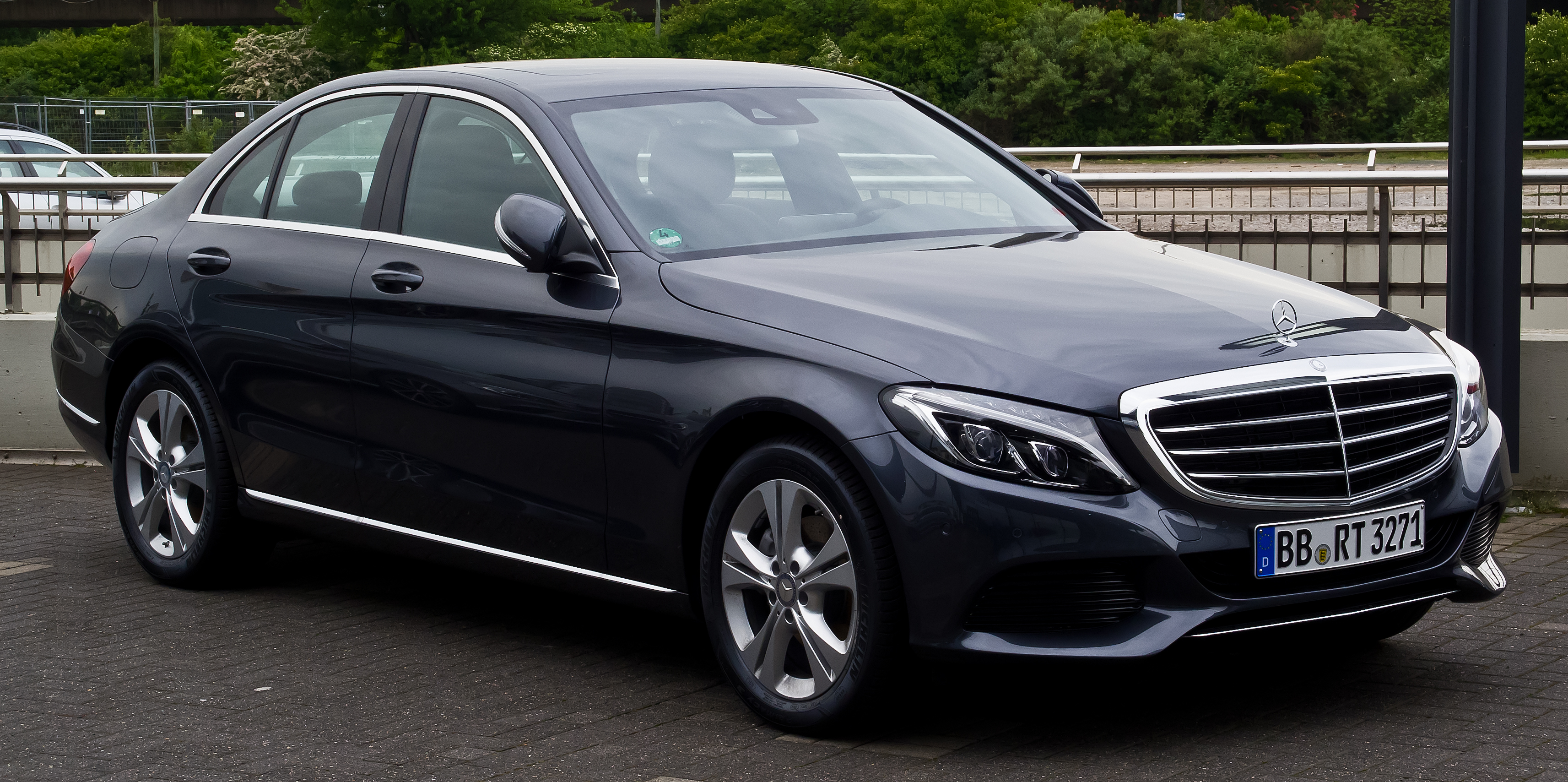
Mercedes-Benz C 220 BlueTEC Exclusive (W 205)

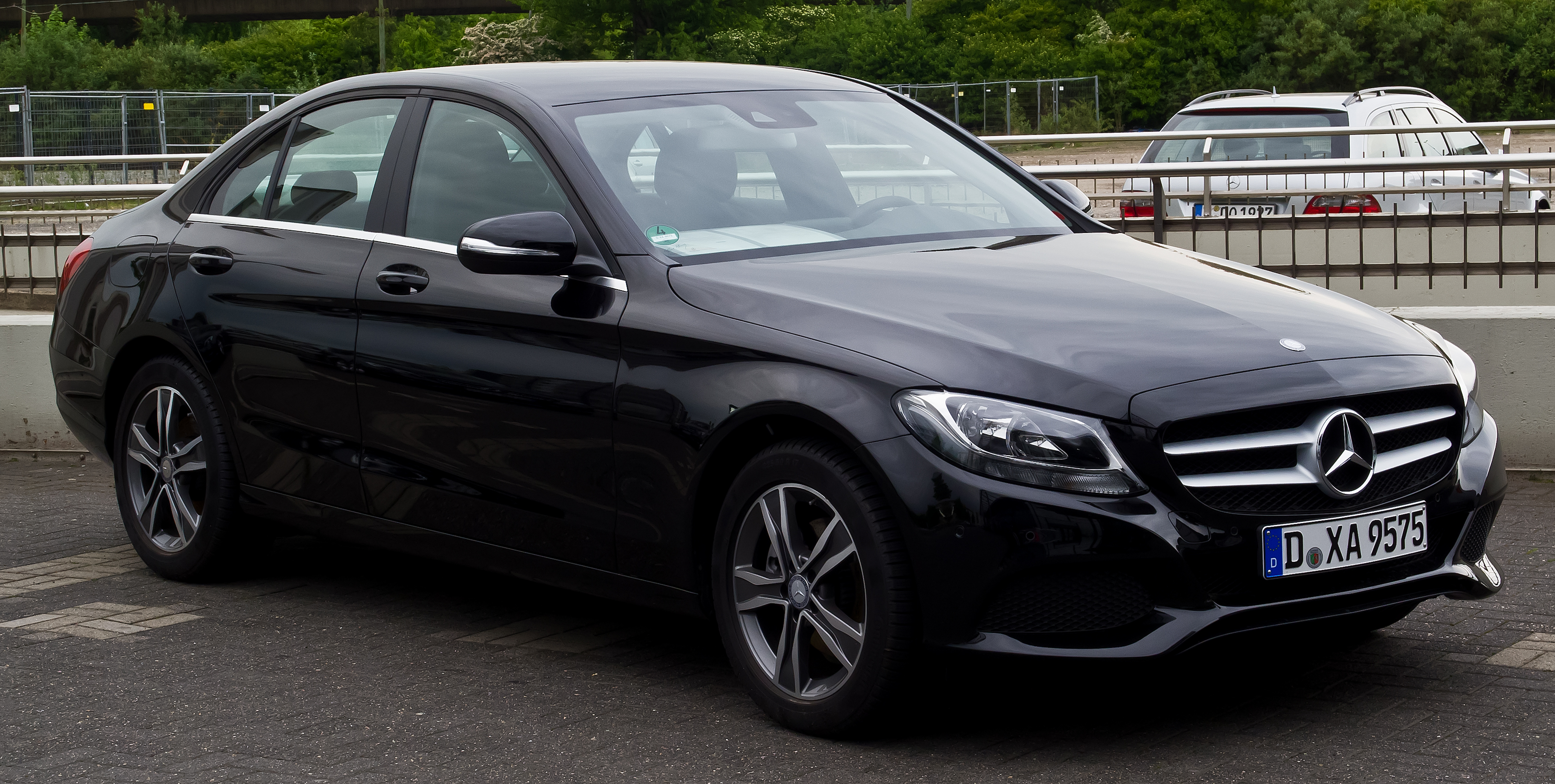
Mercedes-Benz C 200 базова модель (W 205)

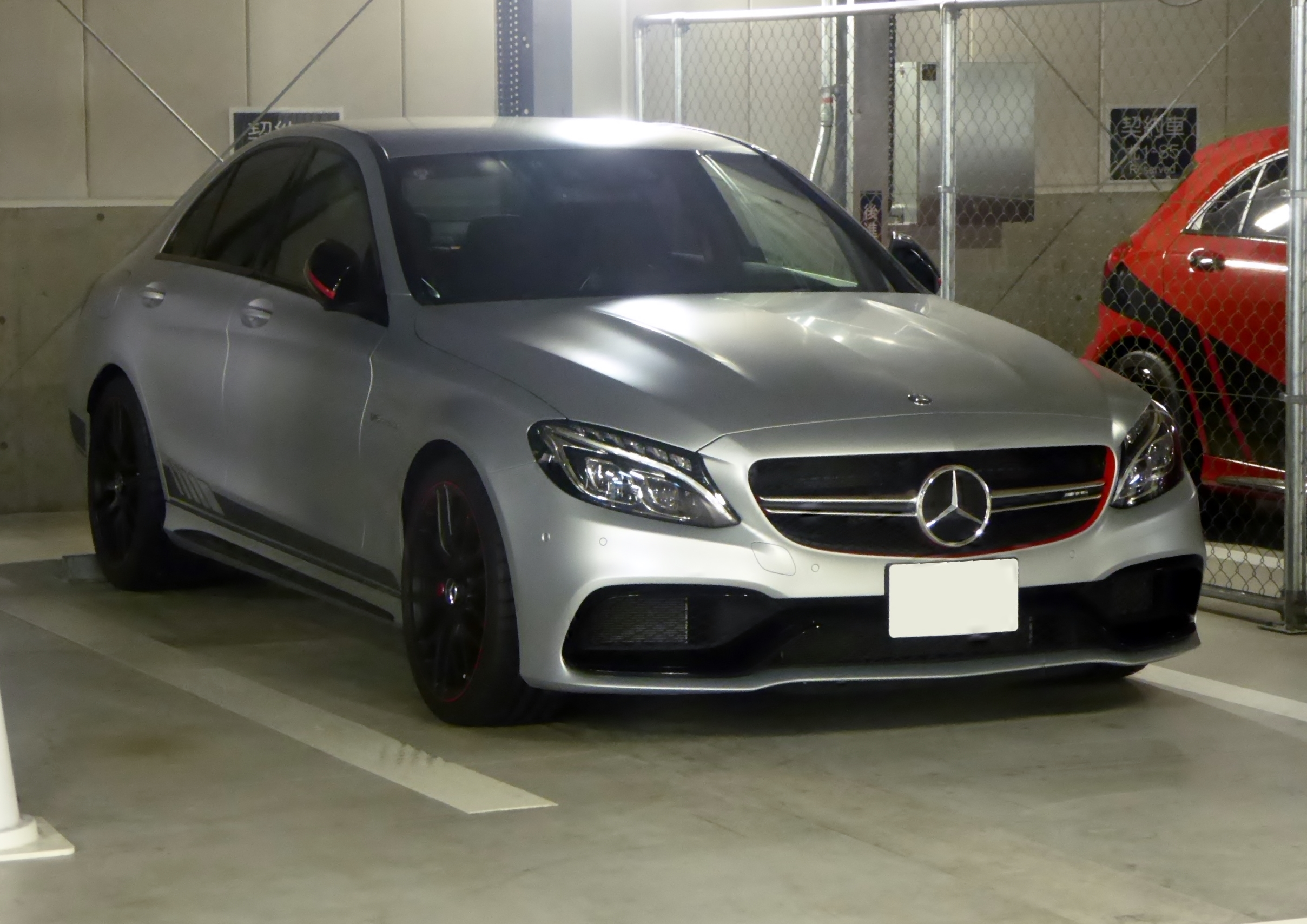
Mercedes-AMG C63 S Edition 1 (W 205)

### Розробка
Першим про появу нового покоління Mercedes-Benz C-класу припустило видання AutoBild ще у вересні 2010 року, опублікувавши художницькі малюнки, проте ця новина була лише імовірною і не виправдала себе. У лютому 2012 року німецьке видання Auto Motor und Sport повідомило про можливу появу нового покоління в 2013 році і також опублікувало можливий екстер'єр автомобіля, однак новина теж виявилася вірною [6]. Видання L'Automobile в листопаді 2012 року повідомило, що нове покоління вийде в 2014 році. У травні 2013 року видання AutoBild показало свої зображення нового C-клас, а також дало його приблизні технічні характеристики [8]. У серпні фотошпигунів вдалося сфотографувати інтер'єр, а також закамуфльований кузов [9]. Через місяць в Інтернеті з'явилися фотографії закамуфльованого універсала.
В середині жовтня 2013 року компанія Mercedes-Benz опублікували відео, в якому були показані окремі деталі інтер'єру нового автомобіля. Через 10 днів для журналістів був проведений закритий показ інтер'єру, а також надано окремі технічні характеристики і інформація про нововведення нового покоління. В середині листопада Фотошпигуни змогли сфотографувати автомобіль без камуфляжу. Через місяць з'явилася офіційна інформація про двигуни і трохи пізніше — вся інформація про новий C-класі.

### Серійна модель
Mercedes-Benz з заводським індексом W205 з кузовом седан дебютував в січні 2014 року на автосалоні в Детройті, пізніше дебютувала подовжена версія для китайського ринку (індекс V205). В вересні 2014 року дебютувала версія універсал (індекс S205), а в 2015 році версія купе (індекс C205) і кабріолет (індекс A205).
Автомобіль збудований на платформі MRA (тій, що і в нового S-класу). Довжина автомобіля становить 4686 мм, колісна база становить 2840 мм, об'єм багажника становить 480 л. Автомобіль отримає версію з пневмопідвіскою.
Базовою залишилася версія C 180 з турбомотором 1,6 л потужністю 156 к.с. Модифікація C 200 буде оснащуватися 2,0 л двигуном потужністю 184 к.с. Дизель поки один — C 220 BlueTEC 2,1 л (170 к.с.). Всі мотори агрегатуються як з шестиступінчастою МКПП, так і з АКПП 7G-Tronic. Пізніше гаму силових агрегатів поповнять 238-сильний мотор, 333-сильний бітурбодвигун V6 3,0 л, а також дизель 1,6 л виробництва фірми Renault, що видає від 115 до 136 сил і гібридна модифікація C 300 Hybrid.
В лютому 2015 року дебютувала спортивна модифікація Mercedes-AMG C63 в звичайній версії з турбодвигуном V8 4,0 л потужністю 476 к.с. і в версії C63 S з тим самим двигуном, але потужністю 510 к.с.

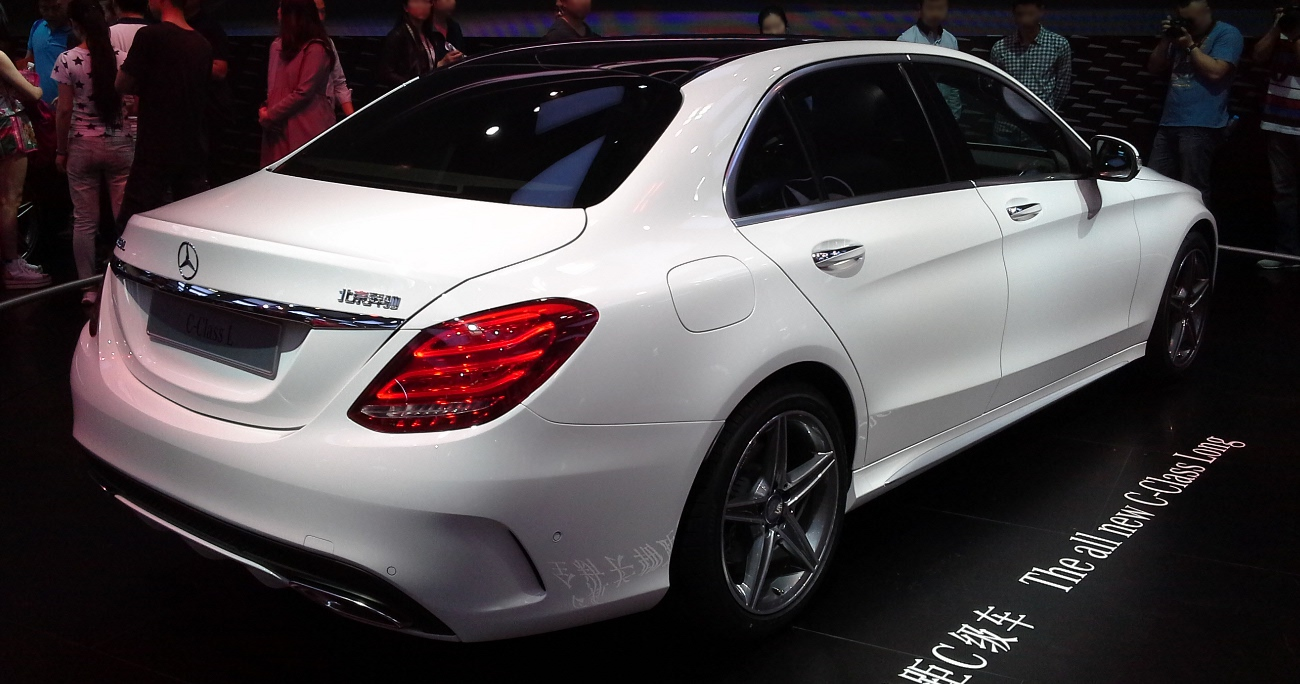
Mercedes-Benz C250 L (V205)
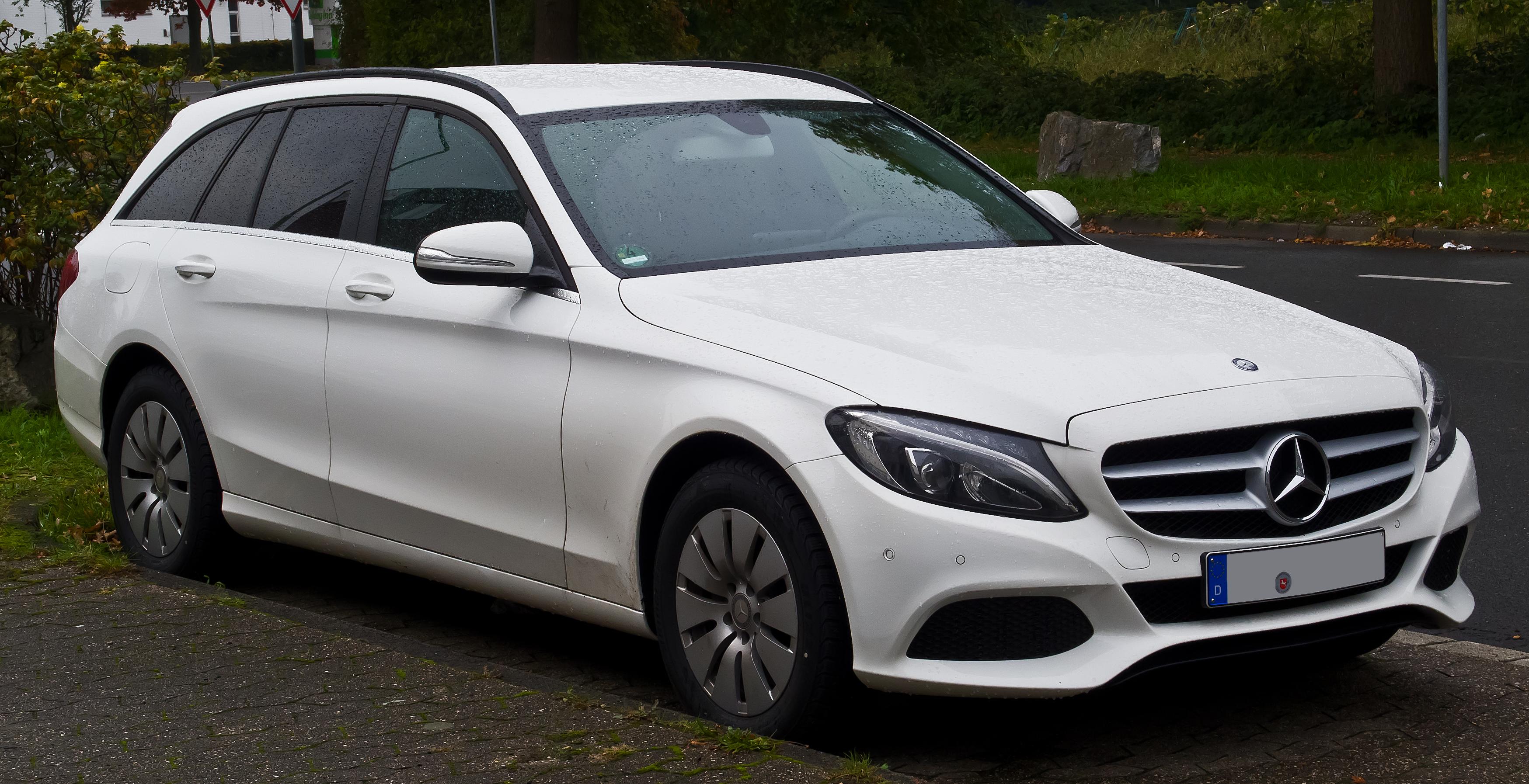
Mercedes-Benz C220d T (S205)
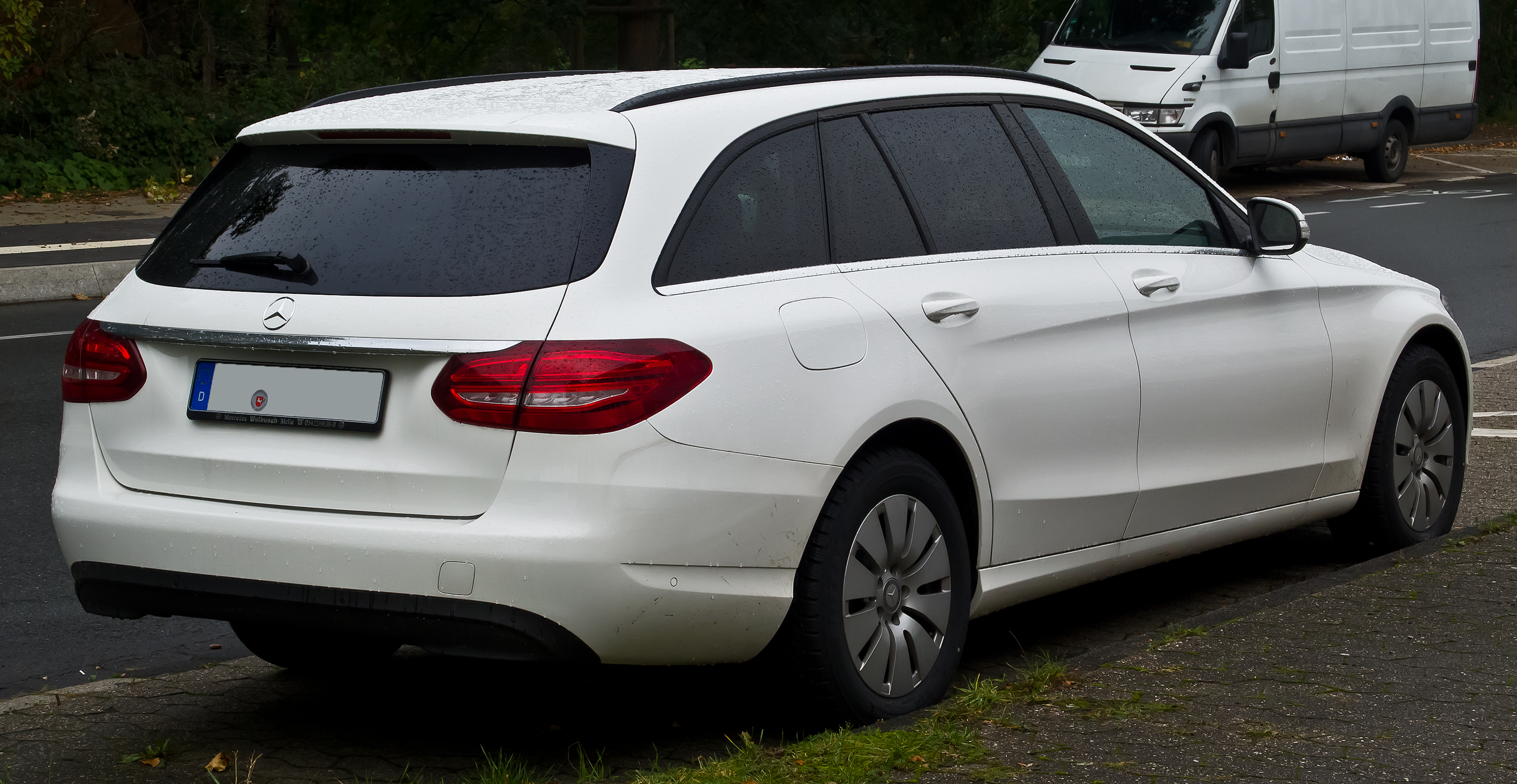
Mercedes-Benz C220d T (S205)
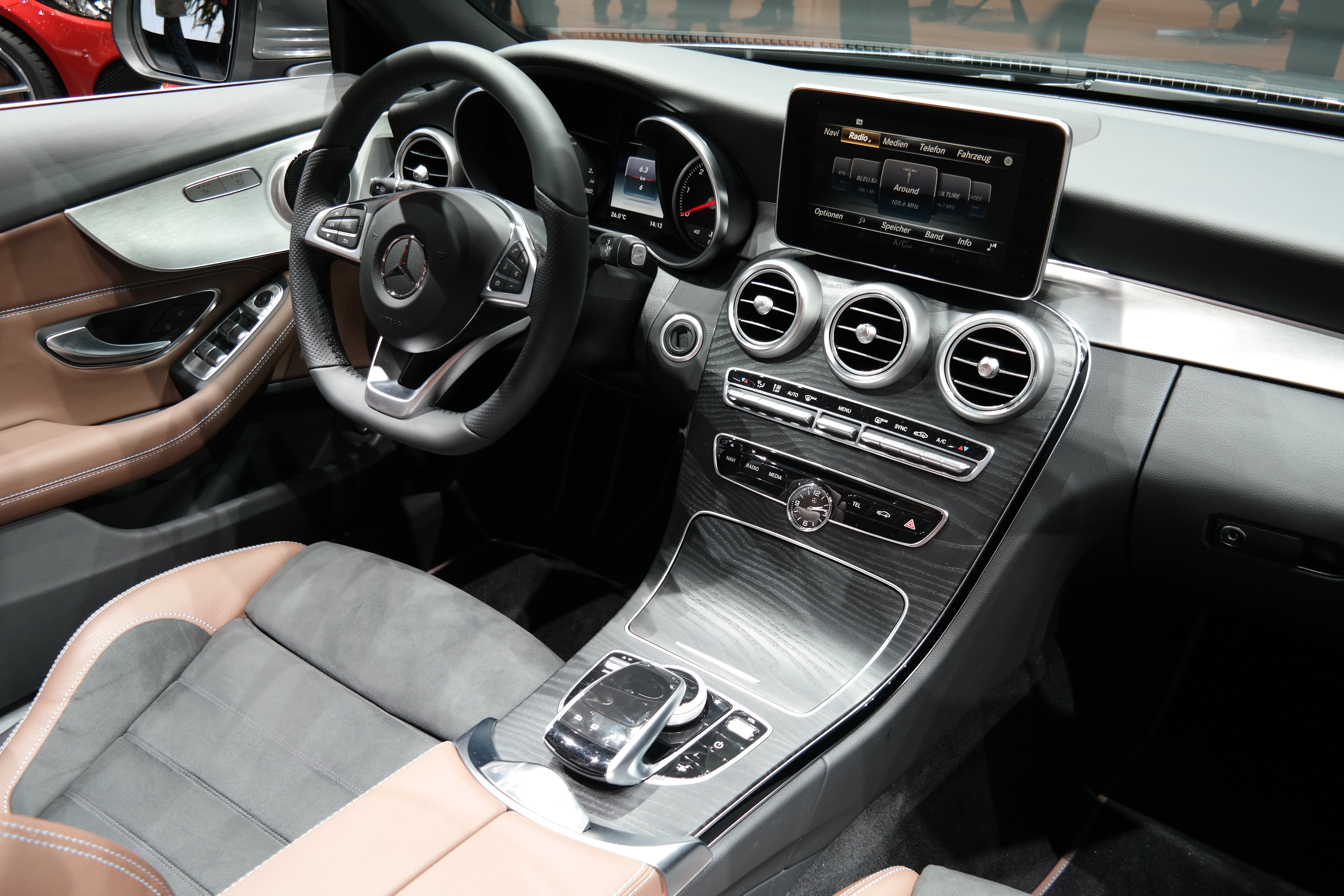
Салон Mercedes-Benz C250 (W 205)

### Фейсліфтинг 2018

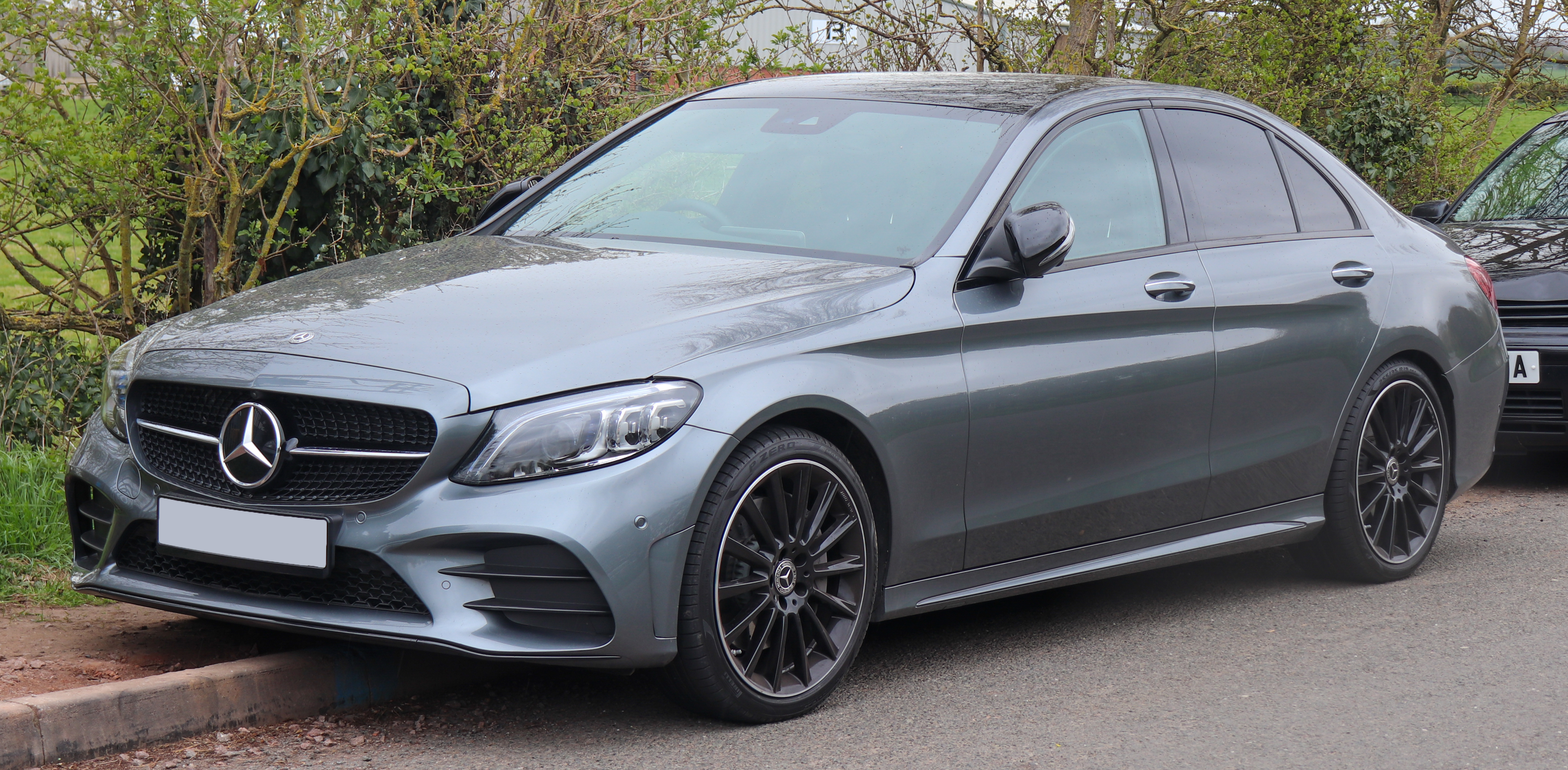
Mercedes-Benz C300 AMG Line (W 205) (2018—2021)

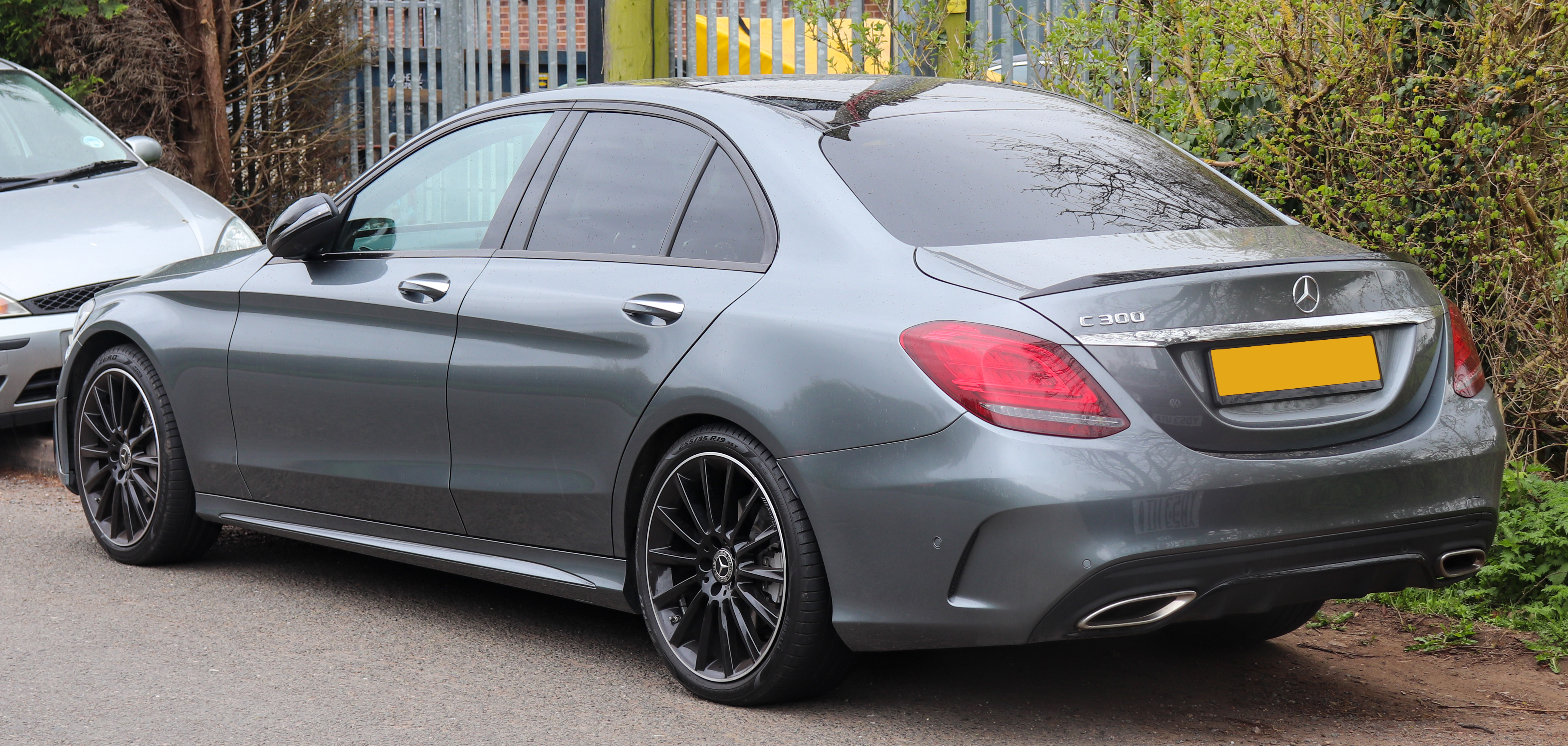
Mercedes-Benz C300 AMG Line (W 205) (2018—2021)

У 2018 році проведено рестайлінг моделі, привнесли зміни в екстер'єр автомобіля (передня і задня оптика з новим світловим малюнком, бампера і інші елементи), нові модульні двигуни, оновлення мультимедійної системи, косметичні зміни в інтер'єрі, а також збільшення переліку доступних систем безпеки і помічників водія. Взимку 2017 року на тестових заїздах фотошпигунів вдалося сфотографувати варіант в кузові універсал. З представлених знімків салону стало ясно, що в інтер'єрі автомобіля з'явиться нова велика сенсорна панель на тунелі, видозміниться рульове колесо, а також додадуться нові елементи управління різними електронними системами. Навесні того ж року тестові прототипи потужних модифікацій від підрозділу Mercedes-AMG були помічені на дорогах загального користування в захисному камуфляжі, зокрема Mercedes-AMG C63 в кузові купе. В рамках комплексного оновлення серії очікується зміна і AMG моделей, зокрема збільшення потужності бітурбований двигуна M177 і заміна решітки радіатора на представлену раніше Panamericana grille від оновленого спорткара Mercedes-AMG GT. Очікується також і поповнення модельного ряду найбільш потужною версією C63 R. Не дивлячись на очікування пізніше стало відомо, що рестайлінговая модель буде представлена в березні 2018 року в рамках Женевського автосалону. На ринок нова модель вийде влітку 2018 року. Восени 2017 року стало відомо, що в число технічних оновлень увійдуть нові модульні дволітровий дизельний ДВС (замінить застарілий 2.1) і дволітровий бензиновий агрегат M264 зі стартером-генератором EQ Boost. Найбільш значущим зміною в лінійці AMG стане ребрендинг моделі C43 в C53, 367-сильний турбований V6 двигун якого замінять на рядний 6-циліндровий 3.0 M256. При цьому автомобілі стануть повновагими гібридами з 68-сильними електромоторами. Імовірно, сумарна потужність складе близько 450—500 кінських сил. Оновлення також очікується і для моделей C63/С63S.
У 2020 році модель було оновлено. В базову комплектацію Mercedes-Benz C-Class в кузові седан ввійшли моніторинг сліпих зон, 10,25-дюймовий дисплей, 2,0-літровий турбований чотирициліндровий двигун потужністю 255 кінських сил і автоматична коробка передач із дев'ятьма швидкостями. Витрата палива базової моделі у кузові седан становить 9.8 л на 100 км в місті і 6.7 л на шосе.

## Двигуни
| Паливо | Модель               | Роки виробництва | Код двигуна     | Об'єм    | Потужність                                           | Крутний момент                      |
| ------ | -------------------- | ---------------- | --------------- | -------- | ---------------------------------------------------- | ----------------------------------- |
| Бензин | C 180                | з 02/2014        | M 274 DE 16 AL  | 1595 см³ | 156 к.с. (115 кВт) при 5300 об/хв                    | 250 Нм при 1200–4000 об/хв          |
| Бензин | C 200                | з 02/2014        | M 274 DE 20 AL  | 1991 см³ | 184 к.с. (135 кВт) при 5500 об/хв                    | 300 Нм при 1200–4000 об/хв          |
| Бензин | C 250                | з 2014           | M 274 DE 20 AL  | 1991 см³ | 211 к.с. (155 кВт) при 5500 об/хв                    | 350 Нм при 1200–4000 об/хв          |
| Бензин | C 300                | з 2014           | M 274 DE 20 AL  | 1991 см³ | 238 к.с. (175 кВт) при 5500 об/хв                    | 370 Нм при 1200–4000 об/хв          |
| Бензин | C 400 4MATIC         | з 2014           | M 276 DE 30 AL  | 2996 см³ | 333 к.с. (245 кВт) при 5250–6000 об/хв               | 480 Нм при 1400–4000 об/хв          |
| Бензин | C 43 AMG             |                  | M 276 DE 30 AL  | 2996 см³ | 367 к.с. (270 кВт) при 5500–6000 об/хв               | 520 Нм при 2000–4200 об/хв          |
| Бензин | C 63 AMG             |                  | M 177 DE 40 AL  | 3982 см³ | 476 к.с. (350 кВт) при 5500–6250 об/хв               | 650 Нм при 1750–4500 об/хв          |
| Бензин | C 63 AMG S           |                  | M 177 DE 40 AL  | 3982 см³ | 510 к.с. (375 кВт) при 5500–6250 об/хв               | 700 Нм при 1750–4500 об/хв          |
| Дизель | C 180 BlueTEC        | з 2014           | OM 626 DE 16 LA | 1598 см³ | 115 к.с. (85 кВт) при 3600–4400 об/хв                | 250 Нм при 1600–3000 об/хв          |
| Дизель | C 200 BlueTEC        | з 2014           | OM 626 DE 16 LA | 1598 см³ | 136 к.с. (100 кВт) при 3600–4400 об/хв               | 300 Нм при 1600–3000 об/хв          |
| Дизель | C 220 BlueTEC        | з 02/2014        | OM 651 DE 22 LA | 2143 см³ | 170 к.с. (125 кВт) при 3000–4200 об/хв               | 400 Нм при 1400—2800 об/хв          |
| Дизель | C 250 BlueTEC 4MATIC | з 2014           | OM 651 DE 22 LA | 2143 см³ | 204 к.с. (150 кВт) при 4200 об/хв                    | 500 Нм при 1600—1800 об/хв          |
| Дизель | C 300 BlueTEC HYBRID | з 2014           | OM 651 DE 22 LA | 2143 см³ | 204 к.с. + 27 к.с. (150 кВт + 20 кВт) при 4200 об/хв | 500 Нм + 250 Нм при 1600–3000 об/хв |

## Модифікації

### Купе (C205)

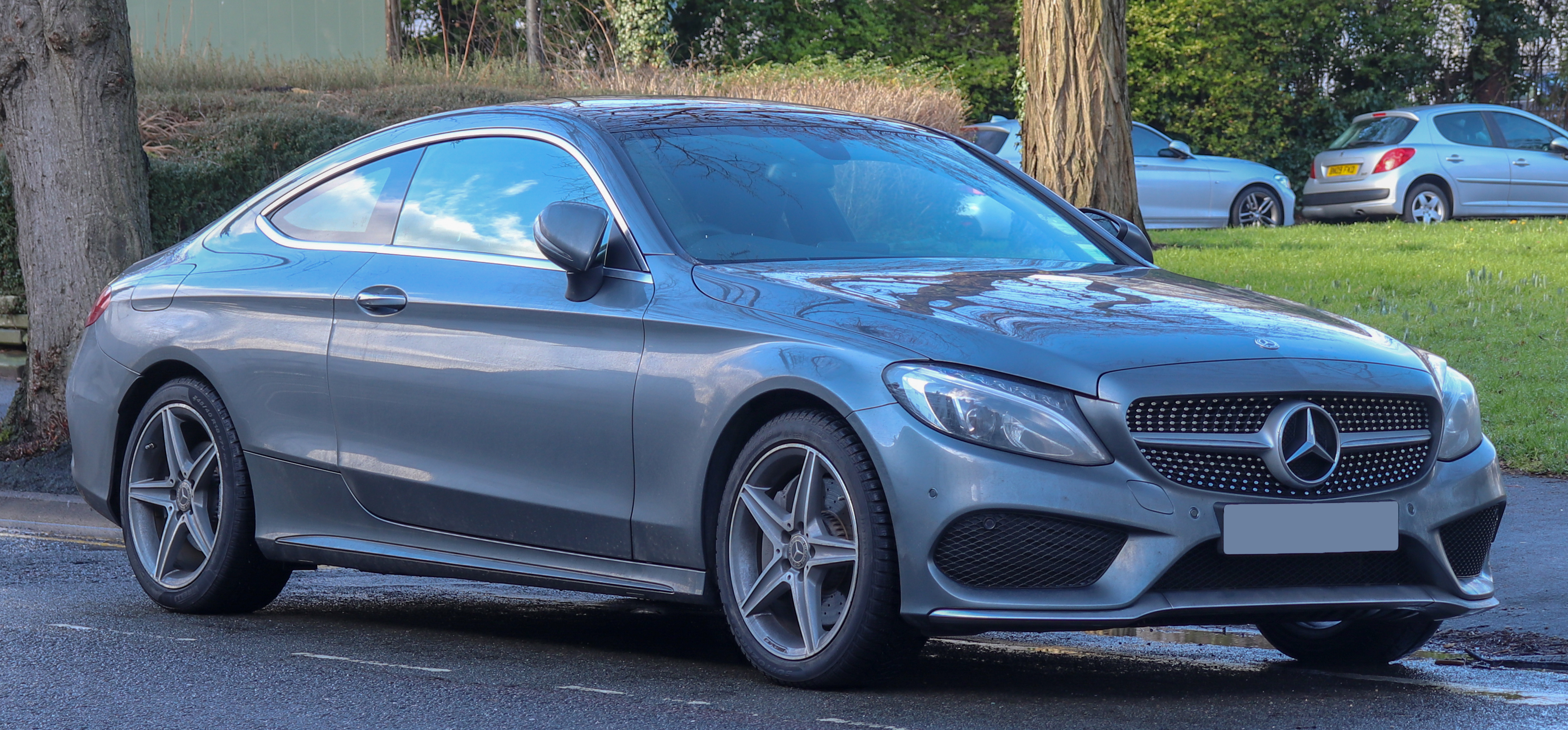
Mercedes-Benz C300 AMG Line (C205)

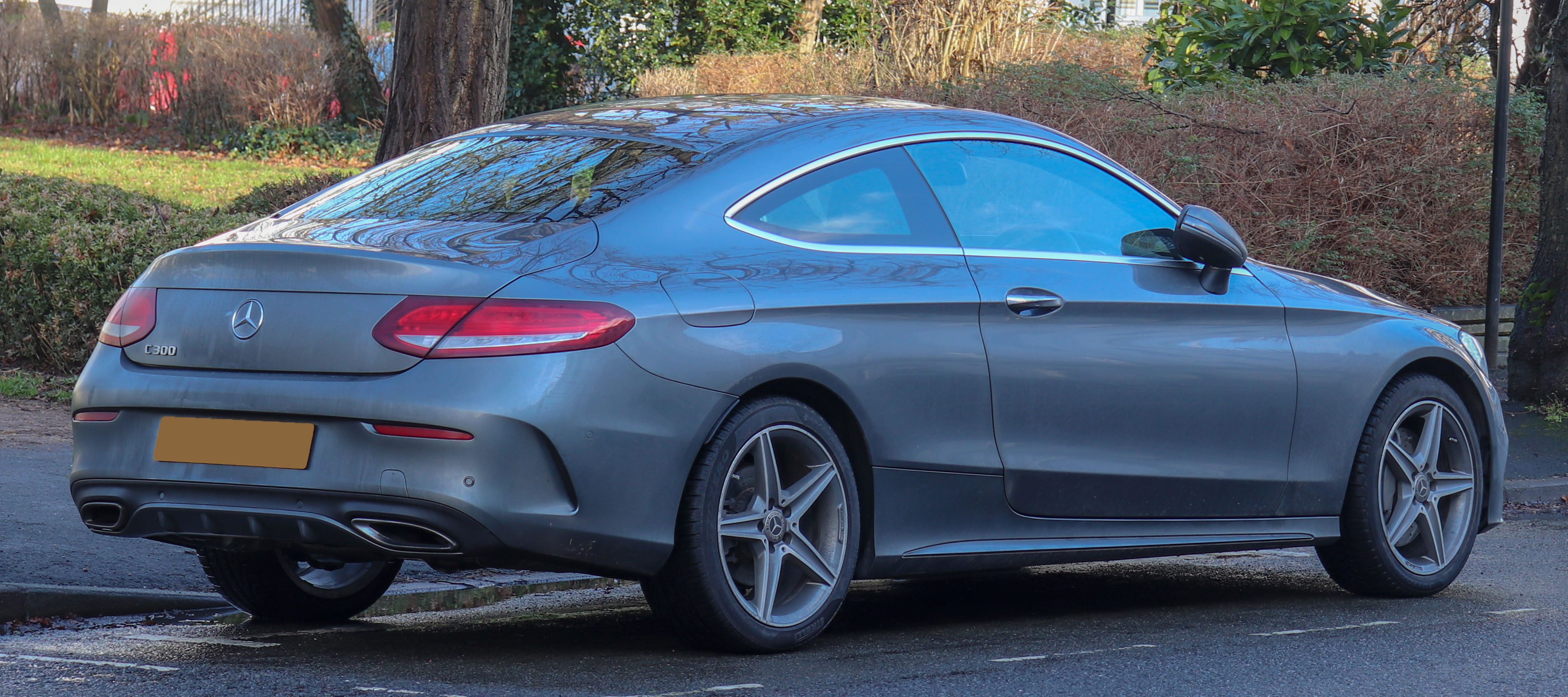
Mercedes-Benz C300 AMG Line (C205)

Варіант в кузові купе нового C-класу на платформі W205 (внутрішній індекс C205) дебютував на Франкфуртському автосалоні в 2015 році. Він успадковує всі технологічні рішення свого попередника в кузові седан, але дизайн запозичує у купе S-класу 2014 року.
Основні елементи зовнішнього дизайну включають в себе унікальну форму фар, безкаркасні двері, решітка радіатора з ромбоподібними вставками, виступаючі передні колісні арки, високо розташовану кришку багажника, горизонтальні задні ліхтарі, трапецієподібні вихлопні труби, інтегровані в нижній частині заднього бампера, 17-дюймові легкосплавні диски і інші елементи. Шасі автомобіля занижено на 15 мм. Стандартно для останніх моделей Mercedes-AMG присутня функція DYNAMIC SELECT з режимами «Comfort», «ECO», «Sport», «Sport+» і «Individual». Дуже жорсткий кузов володіє видатними шумоізоляційними характеристиками NVH. Автомобіль в залежності від двигуна оснащується 6-ступінчастою механічною коробкою передач, 7-ступінчастою АКПП 7G-Tronic Plus або новою 9-ступінчастою 9G-Tronic (C250 d).
Візитною карткою варіанту купе є інтер'єр з високоякісних матеріалів з високорівневими спортивними сидіннями і комфортним управлінням з сенсорної панелі. У лобове скло вбудований head-up дисплей. Нова концепція освітлення використовує високотехнологічні освітлювальні прилади і природне світло. Ідеальне звучання аудіо-даних досягається завдяки Frontbass і нової акустичної системи.
Автомобіль W205 Coupé доступний з великою лінійкою оптимізованих 4-циліндрових бензинових і дизельних двигунів і є єдиним в сегменті, на який опціонально може бути встановлена пневматична підвіска AIRMATIC. Стандартом моделі стала мультимедійна система з підтримкою Bluetooth. Такі системи безпеки, як Adaptive Brake Assist, Collision Prevention Assist і інші також інтегровані в автомобіль. Автономний круїз-контроль Distronic Plus дозволяє автомобілю рухатися в рамках своєї лінії без участі водія на швидкості до 200 км/год.
Замовлення нового купе доступний з жовтня 2015 року зі доставкою в грудні того ж року.

### Кабріолет (A205)

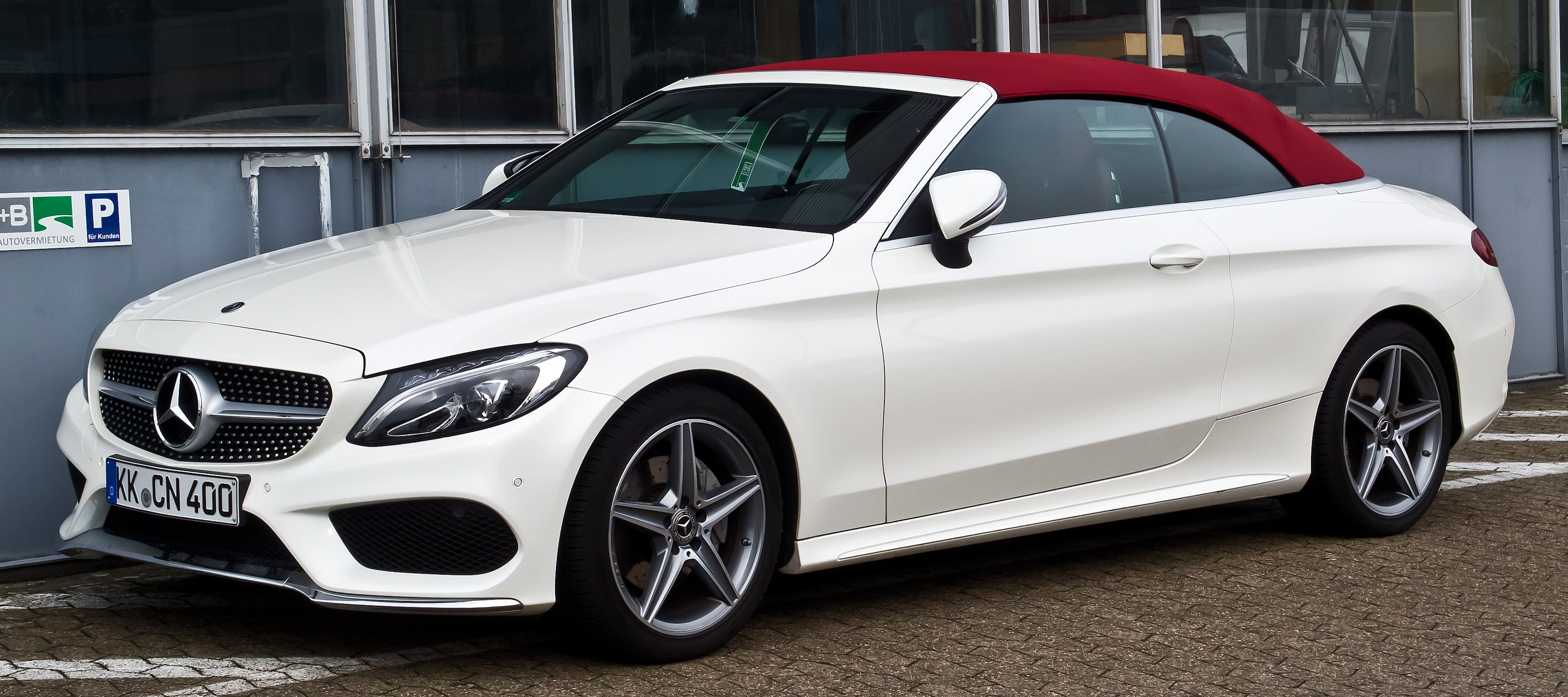
Mercedes-Benz C250 Cabriolet (A205)

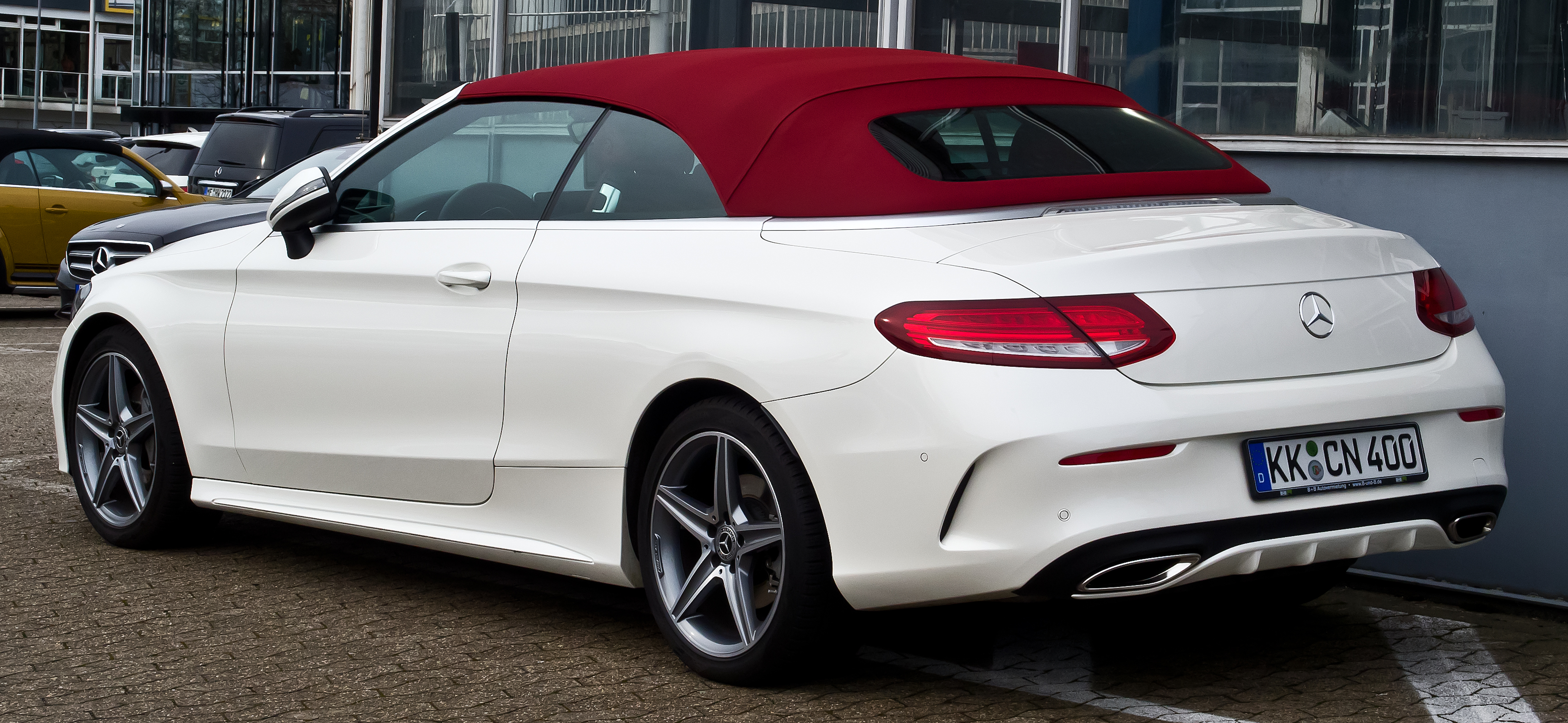
Mercedes-Benz C250 Cabriolet (A205)

На спеціальному заході напередодні відкриття Женевського автосалону компанія Mercedes-Benz представила версію Mercedes-Benz W205 в кузові кабріолет (внутрішній індекс A205). Модель отримала м'який дах, який може відкриватися і закриватися за 20 секунд на швидкості до 50 кілометрів на годину. Складений верх розташовується в спеціальному відсіку багажника і зменшує його обсяг з 360 до 285 літрів. Кабріолет в базовій комплектації оснащується дахом чорного кольору. В якості опції м'який верх пропонується з багатошарового матеріалу, який покращує шумоізоляцію в порівнянні зі стандартною версією, в темно-коричневому, темно-синьому, темно-червоному і чорному кольорах. В цілому новинка має 13 варіантів обшивки салону, три варіанти оформлення внутрішньої поверхні даху, а також можливість обробки інтер'єру карбоном, деревом, алюмінієм або скловолокном. Крім того, задні крісла кабріолета можуть складатися в пропорції 50/50.
Як і родстер Mercedes-Benz SL-класу новий автомобіль оснащується системами AirCap і AirScarf. Перша з них являє собою спеціальний козирок на вітровому склі, який піднімається за допомогою електроприводу і дозволяє зменшити шум в салоні при опущеному даху. Друга — вбудовані в підголовники повітроводи, які обдувають теплим повітрям шиї водія і переднього пасажира. У порівнянні з седаном дорожній просвіт кабріолета зменшений на 15 міліметрів. У список оснащення моделі входить пневматична підвіска з електронно-керованими амортизаторами і п'ятьма режимами роботи, світлодіодні фари, аудіосистема Burmester, круговий відеоогляд, адаптивний круїз-контроль з системою запобігання фронтальних зіткнень і спорт-пакет AMG Line c 18-дюймовими колісними дисками.
Для кабріолета є вісім варіантів силових агрегатів, кожен з яких може працювати в парі з дев'ятиступеневою автоматичною коробкою передач 9G-Tronic. Бензинова лінійка двигунів починається з модифікації С180 (8,9 секунди до 100 км/год) і закінчується версією Mercedes-AMG C43 4MATIC з повним приводом і 367-сильним 3.0 л турбо V6 (4,8 секунди до 100 км/год). Серед дизельних агрегатів виділяються дві 2,2-літрові модифікації потужністю 170 і 204 кінських сил відповідно. Високопродуктивна версія C63 з 4.0 л твін-турбо V8 двигуном потужністю 510 к.с. буде представлена пізніше.